# Konstantinos Dimitriadis
Konstantinos Dimitriadis fue un escultor de Grecia, nacido el año 1879 en Asenovgrad, Plovdiv, Bulgaria y fallecido el 28 de octubre de 1943 en Atenas.

## Vida y obras
Obtuvo una medalla de oro en la competición de escultura de los Juegos Olímpicos de París del año 1924; entonces contaba con 43 años. Superó a François Heldenstein (plata) , Jean René Gauguin (bronce) y  Claude-Léon Mascaux (bronce). Presentó la escultura titulada "Discóbolo finlandés".